# Peter Farrelly
Peter John Farrelly, född 17 december 1956 i Phoenixville, Pennsylvania, är en amerikansk manusförfattare, regissör och filmproducent. Han är storebror till Bobby Farrelly och tillsammans med honom är han känd för sina komedier, däribland Dum & dummare och Den där Mary. Han har ofta med Rob Moran i sina filmer. Han är sedan den 31 december 1996 gift med Melinda Kocsis som han har en dotter tillsammans med. Vid Oscarsgalan 2019 belönades Farrelly med två Oscars för Bästa film och Bästa originalmanus för Green Book.

## Filmografi (urval)
- 1994 – Dum & dummare (manus och regi)
- 1996 – Kingpin (regi)
- 1998 – Den där Mary (manus, regi och produktion)
- 2000 – Mina jag & Irene (manus, regi och produktion)
- 2001 – Osmosis Jones (regi)
- 2001 – Min stora kärlek (manus, regi och produktion)
- 2002–2003 – Ozzy & Drix (TV-serie) (produktion)
- 2003 – Dum och ännu dummare (manus)
- 2003 – Fäst vid dig (manus, regi och produktion)
- 2005 – Fever Pitch: En i laget (regi)
- 2007 – The Heartbreak Kid (manus och regi)
- 2011 – Hall Pass (manus, regi och produktion)
- 2014 – Dum & dummare 2 (manus, regi och produktion)
- 2018 – Green Book (manus, regi och produktion)